# C16orf72
C16orf72 (англ. Chromosome 16 open reading frame 72) – білок, який кодується однойменним геном, розташованим у людей на 16-й хромосомі. Довжина поліпептидного ланцюга білка становить 275 амінокислот, а молекулярна маса — 30 926.
| 10         |  | 20         |  | 30         |  | 40         |  | 50         |
| ---------- |  | ---------- |  | ---------- |  | ---------- |  | ---------- |
| MEERKEEGEA |  | EIQEHGPEHW |  | FSKWERQCLA |  | EAEQDEQLPP |  | ELQEEAAAAA |
| QPEHKQQKLW |  | HLFQNSATAV |  | AQLYKDRVCQ |  | QPGLSLWVPF |  | QNAATAVTNL |
| YKESVDTHQR |  | SFDIGIQIGY |  | QRRNKDVLAW |  | VKKRRRTIRR |  | EDLISFLCGK |
| VPPPRNSRAP |  | PRLTVVSPNR |  | ATSTETSSSV |  | ETDLQPFREA |  | IALHGLSGAM |
| ASISVRSSTP |  | GSPTHVSSGS |  | NASRRRNGLH |  | DVDLNTFISE |  | EMALHLDNGG |
| TRKRTSAQCG |  | DVITDSPTHK |  | RNRMI      |  |            |  |            |

A: Аланін

C: Цистеїн

D: Аспарагінова кислота

E: Глутамінова кислота

F: Фенілаланін

G: Гліцин

H: Гістидин

I: Ізолейцин

K: Лізин

L: Лейцин

M: Метіонін

N: Аспарагін

P: Пролін

Q: Глутамін

R: Аргінін

S: Серин

T: Треонін

V: Валін

W: Триптофан

Кодований геном білок за функцією належить до фосфопротеїнів. 